# Grippe asiatique
La grippe asiatique est une pandémie de grippe A (H2N2) qui a duré de 1956 à 1958. Selon les Centres pour le contrôle et la prévention des maladies, la pandémie aurait tué 1,1 million de personnes, alors que l'Organisation mondiale de la santé (OMS) avance 1–4 millions de personnes,. C'est l'une des pandémies les plus meurtrières de l'histoire.

## Pandémie
En 1957, la surveillance mondiale des virus grippaux était encore peu développée (25 centres nationaux en 1952). Cependant, peu après la reconnaissance d'un début d'épidémie sévère de grippe, dans les provinces chinoises du Guizhou et du Yunnan, un nouveau virus est identifié par les chercheurs des laboratoires de Melbourne, Londres et Washington. C'est la première pandémie de grippe à être suivie en temps réel par des laboratoires de virologie.
L'épidémie s'étend à Singapour en février 1957, pour atteindre Hong Kong en avril avec 250 000 malades en peu de temps. Elle touche les États-Unis en juin provoquant, selon deux sources, soit 69 800 décès, soit 116 000 décès dans ce pays. Le virus suit les routes terrestres et maritimes et gagne la totalité du monde en six mois. Aux États-Unis, elle sera classée au rang 2 sur l'indice de gravité de la pandémie.
À l'exception des personnes âgées de plus de 70 ans, la population mondiale n'avait aucune immunité contre ce virus. Il fut démontré que le virus seul, sans surinfection bactérienne, pouvait être mortel par pneumonie et œdème pulmonaire. Les sujets les plus à risques furent les patients cardiaques et les femmes enceintes au troisième trimestre de grossesse.
Une étude sur des cas hospitalisés confirmés montre le large spectre de gravité des cas, qui va d'une fièvre de 3 jours sans complications, jusqu'à la pneumonie mortelle. Les virus isolés des poumons des patients décédés n'ont montré aucune différence discernable avec ceux isolés de la gorge des cas bénins.
Les estimations de décès dans le monde entier par cette pandémie varient selon la source. Par exemple, le Center for Disease Control (CDC) avance 1,1 million de personnes mortes, alors que l'Organisation mondiale de la santé (OMS) les estime à deux millions.
En France, et selon les évaluations de l'époque, elle aurait causé environ 15 000 morts (11 899 dénombrées en 1957, et 3 270 en 1958). Plus récemment, certains médias évoquent des évaluations beaucoup plus élevées, allant jusqu'à un chiffre de 100 000 morts en 1957, mais sans préciser ni leurs sources, ni la méthodologie qui pourrait être à l'origine de tels chiffres.

## Type du virus
Le virus pandémique de 1957 est rapidement reconnu comme un virus grippal de type A par des tests immunologiques (test de fixation du complément), cependant ces tests montrent aussi que les antigènes (hémaglutinines et neuraminidases) étaient différents de ceux déjà connus chez les humains.
Il fut démontré par la suite que le virus grippal de 1957 était du sous-type A (H2N2). Ces nouveaux virus sont des réassortants, combinant 5 segments de la souche H1N1 avec 3 segments d'un virus grippal aviaire. La grippe aurait trouvé son origine en Chine par une mutation du virus provenant des canards sauvages, se combinant avec une souche humaine de grippe.
Le nouveau virus A (H2N2) remplace le précédent virus de type A (H1N1) qui disparaît alors pour réapparaître en 1977.

## Conséquences
La pandémie de 1957 a été l'occasion d'observer la réponse immunitaire collective (niveaux d'anticorps) à des vaccinations antigrippales dans les années 1958-1960, et aussi d'observer l'évolution de l'immunité naturelle de diverses populations. Ces études montrent qu'au cours des trois années post-pandémiques, l'incidence des cas cliniques décroit, ce qui peut être attribué soit à l'augmentation du niveau d'anticorps, soit à une baisse de virulence du virus.
La pandémie de 1957 a permis de reconnaître la valeur d'un réseau de surveillance, basé sur des laboratoires de référence ou de recherches hautement qualifiés. Ce qui a conduit l'OMS à étendre ce réseau à l'échelle mondiale, sur tous les continents, alors qu'il se limitait pour l'essentiel à l'Europe et l'Amérique du Nord (21 laboratoires sur 25 en 1952).
Le virus A (H2N2) circule durant onze ans, avant d'être supplanté par un nouveau transfert antigénique en H3N2, qui a entraîné une pandémie moins sévère de 1968 à 1969.
En avril 2005, une société américaine privée travaillant pour le compte du College of American Pathologists (en) envoie par erreur des échantillons du virus H2N2 dans de nombreux laboratoires situés aux États-Unis et au Canada, ainsi que dans 61 laboratoires d'Asie, d'Europe (Allemagne, Belgique, France et Italie), d'Amérique latine et du Moyen-Orient. À la suite de la découverte du premier échantillon au Canada, l'alerte est rapidement lancée par l'OMS et toutes les mesures sont prises pour détruire les souches.
| Nom                  | Années    | Population (milliards) | Identification                    | Reproduction (R0)                                                           | Infections (estimations)                                                         | Décès                                        | Létalité                                                           | Indice de gravité de la pandémie |
| -------------------- | --------- | ---------------------- | --------------------------------- | --------------------------------------------------------------------------- | -------------------------------------------------------------------------------- | -------------------------------------------- | ------------------------------------------------------------------ | -------------------------------- |
| Grippe russe         | 1889-1890 | 1,53                   | H3N8 ou H2N2 ?                    | 2,10 (EI : 1,9-2,4)                                                         | 20-60 % (300–900 millions)                                                       | 1 million                                    | 0,10-0,28 %                                                        | 2                                |
| Grippe espagnole     | 1918-1920 | 1,80                   | H1N1                              | 1,80 (EI : 1,47-2,27)                                                       | 33 % (500 millions)                                                              | 20,–100 millions,                            | 4–20 % (environ 10 %)                                              | 5                                |
| Grippe asiatique     | 1957-1958 | 2,90                   | H2N2                              | 1,65 (EI : 1,53-1,70)                                                       | 8-33 % (0,25 – 1 milliard)                                                       | 1–4 millions                                 | <0,2 %                                                             | 2                                |
| Grippe de Hong Kong  | 1968-1969 | 3,53                   | H3N2                              | 1,80 (EI : 1,56-1,85)                                                       | 7-28 % (0,25–1 milliard)                                                         | 1–4 millions                                 | <0,2 %                                                             | 2                                |
| Grippe russe         | 1977-1979 | 4,28                   | H1N1                              | Inconnu                                                                     | Inconnu                                                                          | 0,7 million                                  | Inconnu                                                            | Inconnu                          |
| Grippe,              | 2009-2010 | 6,85                   | H1N1/09                           | 1,46 (EI : 1,30-1,70)                                                       | 11-21 % (0,7–1,4 milliard)                                                       | 151 700–575 400                              | 0,03 %                                                             | 1                                |
| Grippe ,             | 2019-2020 | 7,75                   | A(H1N1)pdm09, B/Victoria, A(H3N2) | Inconnu                                                                     | 11 % (800 millions ; É.-U. 34-49 millions)                                       | 0,45–1,2 million (É.-U. : 20–52000)          | Inconnu                                                            | 1                                |
| Grippe saisonnière   | Annuelle  | 7,75                   | A/H3N2, A/H1N1, B…                | 1,28 (EI : 1,19-1,37)                                                       | 5-15 % (340 millions – 1 milliard) 3–11 % ou 5–20 %, (240 millions–1,6 milliard) | 290 000–650 000/an                           | <0,1 %                                                             | 1                                |
| Pandémie de Covid-19 | 2019-2023 | 7,75                   | SARS-CoV-2                        | 2,2 (95 % CI : 1,4-3,9), 2,68 (95 % CI : 2,47-2,86) 3,2 (95 % CI : 3,1-3,3) | 770 millions(confirmés), à +2 Mds (estimés)                                      | 7 millions(déclarés), 29,3 millions(estimés) | Inconnu Premières estimations : 2,3 à 3 % , [Passage à actualiser] | 5 [Passage à actualiser]         |
| Notes 1. 2. 3.       |           |                        |                                   |                                                                             |                                                                                  |                                              |                                                                    |                                  |

## Prévention
La souche étant toujours active chez les oiseaux et  les porcs, une nouvelle transmission à l’homme est possible. La grippe H2N2 n’est pas réapparue chez l’homme depuis 1968 ce qui fait que, hormis les personnes nées avant cette date, la population est très peu immunisée.
Certains spécialistes affirment que ce sous-type de la grippe constitue la même menace potentielle que la souche H1N1 apparue en 2009. Depuis 2011, une partie de la communauté médicale juge nécessaire le lancement d'un programme de vaccination afin d’empêcher la ré-émergence de H2N2 chez les humains.